# Murang'a

Carte du Kenya avec le comté de Murang'a en couleur ocre

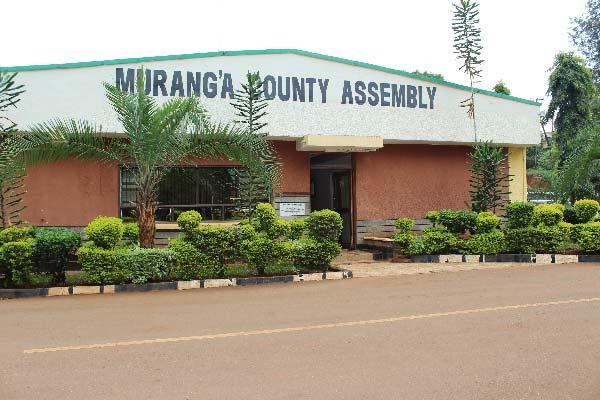

Murang'a est une ville du Kenya, proche de la capitale Nairobi. Elle est le chef-lieu du comté qui porte son nom, dans la Province centrale.

## Religion
Murang'a est le siège d'un évêché catholique créé le 17 mars 1983.